# Pararge bialoviezensis
Pararge bialoviezensis är en fjärilsart som beskrevs av Krzywicki 1967. Pararge bialoviezensis ingår i släktet Pararge och familjen praktfjärilar. Inga underarter finns listade i Catalogue of Life.